# Караван (газета)
«Караван» — первая еженедельная коммерческая газета Казахстана, создана в 1991 году Борисом Гиллером.
В дальнейшем издание несколько раз переходило из рук в руки, меняя своё направление.
Основные рубрики: Новости политики, общества, культуры, аналитические материалы, афиша.

## Содержание и тематика
На страницах газеты издания «Караван» публикуются интересные статьи, интервью, аналитика, новости: политики, спорта, культуры, бизнеса и другие публикации.

## Распространение
Газета выходит в тираж с 1991 года, распространяется по всем регионам Казахстана. Есть медиа-портал издания «Караван» Caravan.kz. Электронная версия на русском и казахском языке.

## История
В 1991 году вышла первая коммерческая республиканская газета Казахстана «Караван». Издание основано журналистом и предпринимателем Борисом Гиллером — владельцем казахстанского медиахолдинга «Караван», включавшего в себя ряд газет и журналов, одноимённую радиостанцию и телеканал КТК. «Караван» с первых же дней стал самым популярным и читаемым изданием в Казахстане с большим количеством публикаций, объявлениями, расходясь тиражом в 50 тысяч экземпляров (в начале 2000-х годов тираж достигал 225 000 экз.). Свою популярность среди читателей газета не потеряла, даже после её продажи в 1998 году, хотя многие предрекали изданию гибель. Со временем конкуренцию не выдержали такие известные на тот момент в газетном рынке издания как: «Кооперативные новости», «Избиратель».
Газета имеет высокий рейтинг, благодаря разнообразной тематике статей. Одна из первых вела обзор криминальных новостей города и республики. В первом выпуске газеты была заметка лауреата премии Золотое перо России 2013 года — Михаила Ростовского.
В 2009 году газета «Караван» была удостоена специальной премии конкурса «Выбор года» за освещение проблем в социальной сфере.
В 2011 году на 12-й церемонии награждения национальной премией «Выбор года» газете «Караван» присудили почётное звание «Народная газета № 1 2011 года в Казахстане».
В 2013 году газета стала лауреатом премии «Общественное признание» на фестивале «Выбор года-2013».
В июне 2011 года за вклад в развитие журналистики независимого Казахстана союз журналистов Казахстана наградил «ровесницу независимости», как её назвали, газету «Караван».

### Главные редакторы
- 2002—2007 год — Александр Шухов[18].
- 2008—2014 год — Адиль Ибраев[19][20].
- 2014 июль—2014 август — Лариса Увалиева[21].
- 2015 — по настоящее время — Игорь Шахнович[22].

### Скандалы
24 мая 2007 года прокурор Бостандыкского района г-н Байшулаков А. М. обратился с иском в Специализированный межрайонный экономический суд города Алматы о приостановлении выпуска газеты «Караван» и закрытии сайта на 3 месяца, в связи с разглашением данных предварительного следствия по делу в отношении сотрудников АО Нурбанк, опубликованных 18 мая 2007 года на 4 странице газеты в рубрике: «Хроника событий».
1 июня 2007 года главный редактор газеты «Караван» Александр Шухов обратился к общественности. В обращении говорилось, что решение о закрытии издания было принято с демонстративным нарушением законов. Представители редакции не были приглашены на заседание суда, и в адрес газеты не было предъявлено обвинений, и что они будут добиваться отмены незаконного решения.
6 июня 2007 года суд снял запрет на выход газеты «Караван» при условии, что издание не будет освещать на своих страницах события и комментарии, связанные с ходом расследования уголовных дел по АО Нурбанк.

## Награды
- В 2011 году творческий коллектив газеты «Караван» удостоен Благодарности Президента Республики Казахстан в области средств массовой информации[27].